# Fortaleza repülőtér
A Fortaleza repülőtér egy nemzetközi repülőtér (IATA: FOR, ICAO: SBFZ) Brazíliában, Fortaleza közelében. Éves utasforgalma 5 899 311 fő (2017).

## Kifutópályák
A repülőtér futópályái:
- 13/31 (2755 m, 45 m, aszfalt)

## Forgalom
Az utasforgalom az elmúlt években az alábbi módon változott:
| Utasok száma | 1 747 955 | 1 831 017 | 2 450 683 | 3 391 370 | 5 000 519 | 5 888 021 | 6 275 503 | 5 899 311 | 3 156 418 | 5 778 038 |
|              | 2000      | 2002      | 2005      | 2007      | 2010      | 2012      | 2015      | 2017      | 2020      | 2022      |

## Légitársaságok és úticélok
2025-ben a Fortaleza repülőtérről az alábbi járatok indulnak (Utoljára frissítve: 2025-02-18):

### Személy
| Légitársaság            | Célállomások |
| ----------------------- | --- |
| Air France              | Cayenne (kezdődik 2025 április 22-től), Párizs-Charles de Gaulle repülőtér |
| Azul Brazilian Airlines | Belém, Belo Horizonte–Confins, Campina Grande, Campinas, Juazeiro do Norte (vége 2025 március 9-től),[forrás?] Manaus, Recife, São Paulo–Congonhas, Teresina Szezonális: Goiânia, Ribeirão Preto, São José do Rio Preto, Uberlândia                                                                    |
| Azul Conecta            | Barreirinhas, Crateús, Iguatu, Jericoacoara, Parnaíba, São Benedito, São Luís, Sobral (2025 március 9-én mindnek vége) |
| Gol Linhas Aéreas       | Brasília, Buenos Aires–Aeroparque, Manaus, Miami, Orlando, Recife, Rio de Janeiro–Galeão, Salvador da Bahia, São Paulo–Congonhas, São Paulo–Guarulhos Szezonális: Belo Horizonte–Confins, Buenos Aires–Ezeiza, São Luís                                                                                |
| LATAM Brasil            | Belém, Brasília, Juazeiro do Norte (kezdődik 2025 június 23), Manaus, Miami, Natal, Recife, Rio de Janeiro–Galeão, Salvador da Bahia, Santiago de Chile, São Luís, São Paulo–Congonhas, São Paulo–Guarulhos, Teresina Szezonális: Belo Horizonte–Confins, Lisszabon (kezdődik 2025 április 7), Vitória |
| TAP Air Portugal        | Lisszabon |

### Cargo
| Légitársaság           | Célállomások        |
| ---------------------- | ------------------- |
| Gol Transportes Aéreos | São Paulo–Guarulhos |
| Sideral Linhas Aéreas  | São Paulo–Guarulhos |